# Monolith (pel·lícula de 2022)
Monolith és una pel·lícula de ciència-ficció thriller de 2022 dirigida per Matt Vesely a partir d'un guió escrit per Lucy Campbell i produït per Bettina Hamilton. Descrita com a ciència-ficció d'alt concepte, és protagonitzada per Lily Sullivan, l'únic actor a la pantalla de la pel·lícula, com a periodista que descobreix un misteri.
La pel·lícula es va estrenar a Austràlia el 27 d'octubre de 2022 al Festival de Cinema d'Adelaide, i internacionalment al SXSW el març de 2023.

## Argument
El personatge central (conegut només com a L'entrevistadora) és una periodista deshonrada que, deprimida i sola a la gran casa dels seus pares mentre són fora, comença a fer un podcasting sobre misteris no resolts amb l'esperança de reviure la seva carrera. Convida els oients a trucar per telèfon amb les seves històries. Una història comença a construir-se al voltant d'un estrany maó negre, primer informada per una minyona anomenada Floramae, i seguida per molts altres que informen de l'aparició misteriosa d'un objecte similar a les seves vides.
La història és senzilla, però l'ansietat i la tensió s'amplien amb la presentació d'un col·leccionista d'art alemany, Klaus, que té una col·lecció de maons i els ha fet escanejar i analitzar.
La salut mental de l'entrevistadora disminueix a mesura que la història avança, i després que s'adoni sorprenentment que ella mateixa està involucrada en la història de fons d'un dels maons, les escenes finals deixen la seva interpretació oberta al públic.

## Repartiment
- Lily Sullivan com a L'entrevistadora
- Erik Thomson com a pare (veu)
- Kate Box com a Laura (veu)
- Terence Crawford com a Klaus (veu)
- Damon Herriman (veu)
- Ling Cooper Tang com a Floramae (veu)
- Ansuya Nathan com a Paula (veu)
- Matt Crook com a Scott (veu)
- Rashidi Edward com a John (veu)
- Brigid Zengeni com a Shiloh (veu)
- Belle Kalendra-Harding

## Producció
Monolith va ser el primer llargmetratge produït com a part d'una iniciativa conjunta anomenada "Film Lab: New Voices", per South Australian Film Corporation (SAFC) i el Festival de Cinema d'Adelaide (AFF). Un laboratori de desenvolupament va funcionar durant 11 mesos, en el qual tres projectes, escollits entre les 63 entrades inicials proposades per 49 equips, va desenvolupar els seus scripts; Aleshores es va triar un script per a la producció. Monolith va rebre un finançament inicial de 400.000 AUD del SAFC i AFF, amb fons addicionals de Mercury CX. El pressupost total de la pel·lícula era inferior a 500.000 AUD.
Lucy Campbell va escriure el guió; va ser dirigit per Matt Vesely (gerent de desenvolupament de Closer Productions) i produït per Bettina Hamilton. El director de fotografia és Michael Tessari i Tania Nehme va editar la pel·lícula.
La Fotografia principal va tenir lloc a les Adelaide Hills des de finals de maig de 2022, rodada durant 15 dies consecutius i en el mateix ordre que els esdeveniments de la pel·lícula. La pel·lícula sencera es va rodar en un sol lloc, amb només un actor a la pantalla (Lily Sullivan); S'escolta per telèfon diversos altres actors, inclosos Damon Herriman, Erik Thomson i Kate Box.
L'actor a la pantalla Lily Sullivan va dir en una entrevista del 2023 que el seu paper era el "repte de tota la vida". Ella ho va titllar de "terridor" i va dir: "M'hi vaig acabar acostant com al teatre, gairebé... Mai he estat més conscient de la meva veu".

## Llançament
Monolith es va estrenar al Festival de Cinema d'Adelaide el 27 doctubre de 2022.
El gener de 2023 es va anunciar que tindria la seva estrena mundial oficial al SXSW Film Festival; que va tenir lloc el 13 de març de 2023, amb dues projeccions més al festival..
Monolith també es va projectar al Gold Coast Film Festival a HOTA, Surfers Paradise, Queensland, l'abril de 2023; i l'estrena asiàtica de la pel·lícula va ser al Festival Internacional de Cinema Fantàstic de Bucheon a Corea del Sud l'1 de juliol de 2023. Screen Hub la va incloure com una de les "deu pel·lícules obligades" al Festival Internacional de Cinema de Melbourne. Es va estrenar al Regne Unit al FrightFest a Londres el 26 d'agost de 2023, i va ser seleccionada per presentar-se a molts altres festivals durant l'any, inclòs l'Overlook Film Festival (Nova Orleans); Festival Internacional de Cinema Fantàstic de Brussel·les; Fantasy Filmfest (Alemanya); CinefestOz; Festival de cinema Octopus (Gdańsk, Polònia); i Festival de Sitges (Sitges, Espanya).
La pel·lícula va aconseguir equips de vendes internacionals, XYZ Films per a Amèrica del Nord i Blue Finch Films al Regne Unit. Todd Brown, cap d'adquisicions internacionals de XYZ, va dir del director Matt Veseley: "No hem estat més entusiasmats amb un cineasta des que ens vam trobar per primera vegada amb Justin Benson i Aaron Moorhead amb el seu primer llargmetratge Resolution" (estrenada el 2013).
El distribuïdor de Monolith als cinemes d'Austràlia i Nova Zelanda és Bonsai Films; i a Amèrica del Nord, Well Go USA Entertainment. Blue Finch gestiona altres vendes internacionals.
Monolith va tenir una estrena limitada als cinemes de Nova Zelanda a partir del 25 d'agost de 2023.
Es va estrenar als cinemes australians el 26 d'octubre de 2023, poc després de la seva projecció a SXSW Sydney, i previsualitzacions de projeccions Q&A a  Austràlia Meridional. Va recaptar 7.168 dòlars al final del seu cap de setmana d'obertura a Austràlia.
Monolith fou estrenada en DVD i al servei de streaming australià Binge el 15 de desembre de 2023, També es pot comprar a Amazon Prime a Austràlia.
Es va estrenar als cinemes dels EUA el 16 de febrer de 2024. Els distribuïdors Well Go USA han publicat un tràiler. El Blu-ray fou publicat el 23 d'abril de 2024.

## Recepció
Monolith s'ha descrit de diverses maneres com a thriller de ciència-ficció i terror.
Després de la seva projecció al Festival de Cinema d'Adelaide, Rachael Mead de InDaily va escriure: "Sullivan és excel·lent com a periodista èticament dubtós", i "Sota l'emocionant claustrofòbia hi ha una astuta punxada de privilegis i una crítica clara de la manera com construïm, manipulem i, en última instància, consumim en un món globalitzat".
Les ressenyes després de les projeccions de SXSW eren gairebé totes positives. Luke Gorham (In Review Online) fa paral·lelismes amb la trama de Shirin d'Abbas Kiarostami, només que  al revés. Elogia l'actuació de Sullivan, juntament amb diversos altres revisors, i la direcció de Vesely, el guió de Lucy Campbell, la fotografia de Tessari, i la banda sonora de Benjamin Speed també foren lloades per nombrosos ressenyadors. Els crítics de ScreenAnarchy van escriure "Monolith és una pel·lícula de malson intel·ligent i exquisidament muntada". Anton Bitel compara Monolith amb Carretera perduda de David Lynch i Caché de Michael Haneke, ja que també "és en última instància una història de consciència preocupada i jo en conflicte, on tot ve, en última instància, de dins". Jennie Kermode d' Eye for Film escriu a la seva ressenya de quatre estrelles: "Monolith és un gran exemple de com es poden utilitzar coses petites per explicar una gran història". Variety va ser l'única veu discrepant en aquell moment, i va trobar que la segona meitat  deixa caure la promesa de la primera.
Monolith va rebre bones crítiques després de la seva projecció al FrightFest a Londres l'agost de 2023.
David Stratton, escrivint a The Australian, va qualificar la pel·lícula com un "thriller sobrenatural estranyament apassionant, que fa que el públic endevini i oculta alguns dels seus secrets..." i va continuar escrivint "la pel·lícula pot desconcertar a alguns espectadors i captivar-ne d'altres, però en el seu propi nivell escollit funciona amb un altre exemple satisfactori i impressionat per una pel·lícula d'Austràlia exhibida al Festival Internacional de Cinema d'Adelaide".
A la vigília de la seva estrena al cinema als Estats Units, el crític del New York Times Calum Marsh va escriure: "La pel·lícula és més eficaç quan és més granular, ja que el personatge de Sullivan empalma amb cura fragments d'enregistraments d'àudio i porus sobre materials d'investigació, escenes que recorden fortament les de Blow Up de Michelangelo Antonioni i les deImpacte de Brian Palma". Després del seu llançament, el crític de The Guardian Phil Hoad va donar a la pel·lícula quatre de cinc, esmentant les seves referències a 2001: una odissea de l'espai i al drama de ciència-ficció de 2016 de Denis Villeneuve Arrival i la va anomenar un "debut impressionant". El crític australià Andrew F Peirce va elogiar la pel·lícula i l'actuació de Sullivan, i va escriure: "És clar que Matt Vesely i Lucy Campbell són entusiastes defensors de la cinematografia de gènere a Austràlia, amb una pel·lícula de debut confiada que utilitza recursos limitats per crear una història que és expansiva i genuïnament d'un altre món".
Screen Hub la va classificar com una de les 10 millors pel·lícules de terror del 2023.
Un article analític d'un acadèmic al lloc web The Conversation analitza el comentari de la pel·lícula sobre narrowcasting: "Monolith és una de les primeres pel·lícules australianes a navegar críticament per les ramificacions de la tecnologia narrowcasting". L'escriptor considera que "l'estranya solitud de la comunicació interpersonal en l'economia global de la informació sustenta tot el conjunt", i la descriu com "una pel·lícula decididament discreta, però que no s'ha de confondre amb avorrida. És un refredador fascinant, molt ben interpretat i fet".
La pel·lícula té una valoració del 87% al lloc agregat de ressenyes Rotten Tomatoes, basat en les  55 crítiques. El consens del lloc diu "Portat per l'excel·lent actuació principal de Lily Sullivan i enriquit per una sensació de claustrofòbia rèptil administrada per experts, Monolith és un thriller inquietant que crema lentament i perdura".

## Premis i nominacions
Monolith va ser nominada com una de les vuit (de 72) als premis FrightFest de Total Film a la millor pel·lícula, i Sullivan va guanyar la millor actriu.
Va ser seleccionat com un dels quatre nominats al CinefestOZ Film Prize, el premi cinematogràfic més ric del país i valorat en 100.000 AUD, el setembre de 2023. (va perdre davant Shayda, que va ser presentada per a la categoria de millor llargmetratge internacional als  Premis Oscar de 2023.)
Al LVI Festival Internacional de Cinema Fantàstic de Catalunya, Monolith fou nominada al Premi Noves Visions (millor pel·lícula). La banda sonora de Benjamin Speed va ser nominada a la millor cançó original composta per a la pantalla als Screen Music Awards de 2023.
Vesely va ser nominat a la categoria "Millor direcció en un llargmetratge debut" als Premis ADG.
Monolith va ser nominada a la categoria Millor pel·lícula independent als Premis AACTA de 2024, juntament amb Limbo d'Ivan Sen, The Survival of Kindness de Rolf de Heer, The Rooster  de Mark Leonard Winter, A Savage Christmas, i Streets of Colour.
L'abril de 2024, Lucy Campbell va rebre el Premi John Hinde a l'excel·lència en l'escriptura de ciència-ficció en la categoria de producció pel Sindicat de Guionistes Australians, pel seu guió.
Monolith va guanyar el premi al millor llargmetratge als South Australian Screen Awards el juny de 2024.